# Crotone
Crotone — рід грибів родини Venturiaceae. Назва вперше опублікована 1915 року.

## Класифікація
До роду Crotone відносять 2 види:
- Crotone drimydis
- Crotone emmoti